# Christian Adam
Christian Adam (ur.  19 lutego 1953 roku w Cherbourgu) – francuski trener tenisa stołowego, pełniący obecnie funkcje managera jak i trenera klubu francuskiej ekstraklasy AS Pontoise-Cergy.